# Deg hit'an
Le deg hit’an (ou deg xinag, ingalik) est une langue athapascane septentrionale, parlée dans l'ouest de l'Alaska.

## Variétés
Le deg hit’an comprend deux dialectes, le dialecte de Kuskowin et le dialecte du Yukon.

## Répartition géographique
Deux dialectes du Deg Hit'an sont parlés, l'un le long de la Yukon à Shageluk, Anvik et Holy Cross, l'autre au milieu du Kuskokwim de l'Aniak jusqu'au Vinesale.

## Phonologie

### Consonnes
Voici la liste des phonèmes consonantiques du deg hit’an en orthographe standard, accompagnés de leur prononciation notée entre crochets dans l'API :
|              |              | Bilabiales | Dentales   | Alvéolaires | Alvéolaires | Postalv.   | Rétroflexe | Dorsales | Dorsales | Uvulaires | Glottales |
| ------------ | ------------ | ---------- | ---------- | ----------- | ----------- | ---------- | ---------- | -------- | -------- | --------- | --------- |
| Centrales    | Latérales    | Bilabiales | Dentales   | Palatales   | Vélaires    | Postalv.   | Rétroflexe |          |          | Uvulaires | Glottales |
| Occlusives   | simples      | b [p]      |            | d [t]       |             |            |            |          | g [k]    | gg [ɢ]    | ʼ [ʔ]     |
| Occlusives   | aspirées     |            |            | t [tʰ]      |             |            |            |          | k [kʰ]   | q [q]     |           |
| Occlusives   | éjectives    |            |            | tʼ [tʼ]     |             |            |            |          | kʼ [kʼ]  | qʼ [qʼ]   |           |
| Affriquées   | simples      |            | ddh [t͡θ]   | dz [t͡s]     | dl [t͡ɬ]     | j [t͡ʃ]     | dr [ʈ]     |          |          |           |           |
| Affriquées   | Aspirées     |            | tth [t͡θʰ]  | tz [t͡sʰ]    | tł [t͡ɬʰ]    | ch [ t͡ʃʰ]  | tr [ʈʰ]    |          |          |           |           |
| Affriquées   | Éjectives    |            | tthʾ [t͡θʼ] | tsʼ [t͡sʼ]   | tłʼ [t͡ɬʼ]   | chʼ [ t͡ʃʼ] | tr' [ʈʼ]   |          |          |           |           |
| Fricatives   | sourdes      |            | th [θ]     | s [s]       | ł [ɬ]       | sh [ʃ]     | sr [ʂ]     | yh [ç]   |          | x [χ]     | h [h]     |
| Fricatives   | sonores      | v [β]      | dh [ð]     | z [z]       |             |            | zr [ʐ]     |          | gh [ɣ]   |           |           |
| Nasales      | Nasales      | m [m]      |            | n [n]       |             |            |            |          | ng [ŋ]   |           |           |
| Liquide      | Liquide      |            |            |             | l [l]       |            |            |          |          |           |           |
| Semi-voyelle | Semi-voyelle |            |            |             |             |            |            | y [j]    |          |           |           |